# Clubul Nautic Român
Clubul Nautic Român este prima asociație sportivă de profil din România dedicată exclusiv sporturilor nautice.  
Are ca principal obiectiv popularizarea și dezvoltarea activităților sportive nautice în toate județele și regiunile țării unde există cursuri de apă, lacuri naturale sau acumulări amenajate. 

## Scurt istoric
Clubul Nautic Român a fost înființat în anul 1908. 
După patru ani de la înființare, în decembrie 1912, Clubul Nautic Român a participat, la București, la Ședința de constituire a Federației Societăților Sportive din România (FSSR) - prima organizație cu caracter național ce a reunit asociațiile sportive active existente. 
FSSR avea în componență comisiile de atletism, football-rugby, football asociație, lawn tenis (tenis de câmp), scrimă, ciclism, tir, sporturi de iarnă, sporturi nautice, gimnastică, oină, comisia pentru propagandă, comisia școlară, comisia pentru amenajarea terenurilor etc.
Președinte al FSSR a fost ales, principele Ferdinand. Emblema FSSR a fost stabilită a fi un ecuson albastru ce avea în mijloc un corb cu crucea în cioc și culorile albastru și negru.
După Primul Război Mondial Clubul Nautic Român și-a încetat activitatea.
Este reînființat abia în anul 2010, în prezent având sediul în Constanța și propria bază nautică la Techirghiol.

## Competiții organizate
Clubul Nautic Român este afiliat la Federația Română de Iahting și în primul an de la înființare a organizat trei concursuri de veliere sportive, la clasele Optimist și Cadet.
Clubul Nautic Român editează publicația on-line, specializată, Magazin Nautic.